# 14-я моторизованная дивизия (вермахт)
14-я моторизованная дивизия (нем. 14. Infanterie-Division (mot.)) — тактическое соединение сухопутных войск нацистской Германии периода Второй мировой войны.
Сформирована в октябре 1934 года в Лейпциге как штаб коменданта, 15 октября 1935 года переименована в 14-ю пехотную дивизию.

## Боевой путь
Дивизия участвовала в польской кампании (1939), французской кампании 1940 года.
С октября 1940 года — в Германии, где была переформирована в 14-ю моторизованную дивизию.
14-я моторизованная дивизия принимала участие в операции Барбаросса. В составе 39-го моторизованного корпуса 3-й танковой группы группы армий Центр. 14-я моторизованная пехотная дивизия первоначально располагалась в районе восточнее Летцен, и была предназначена для развития стремительного наступления из глубины Сувалкинского выступа в направлении на Друскининкай — Минск.

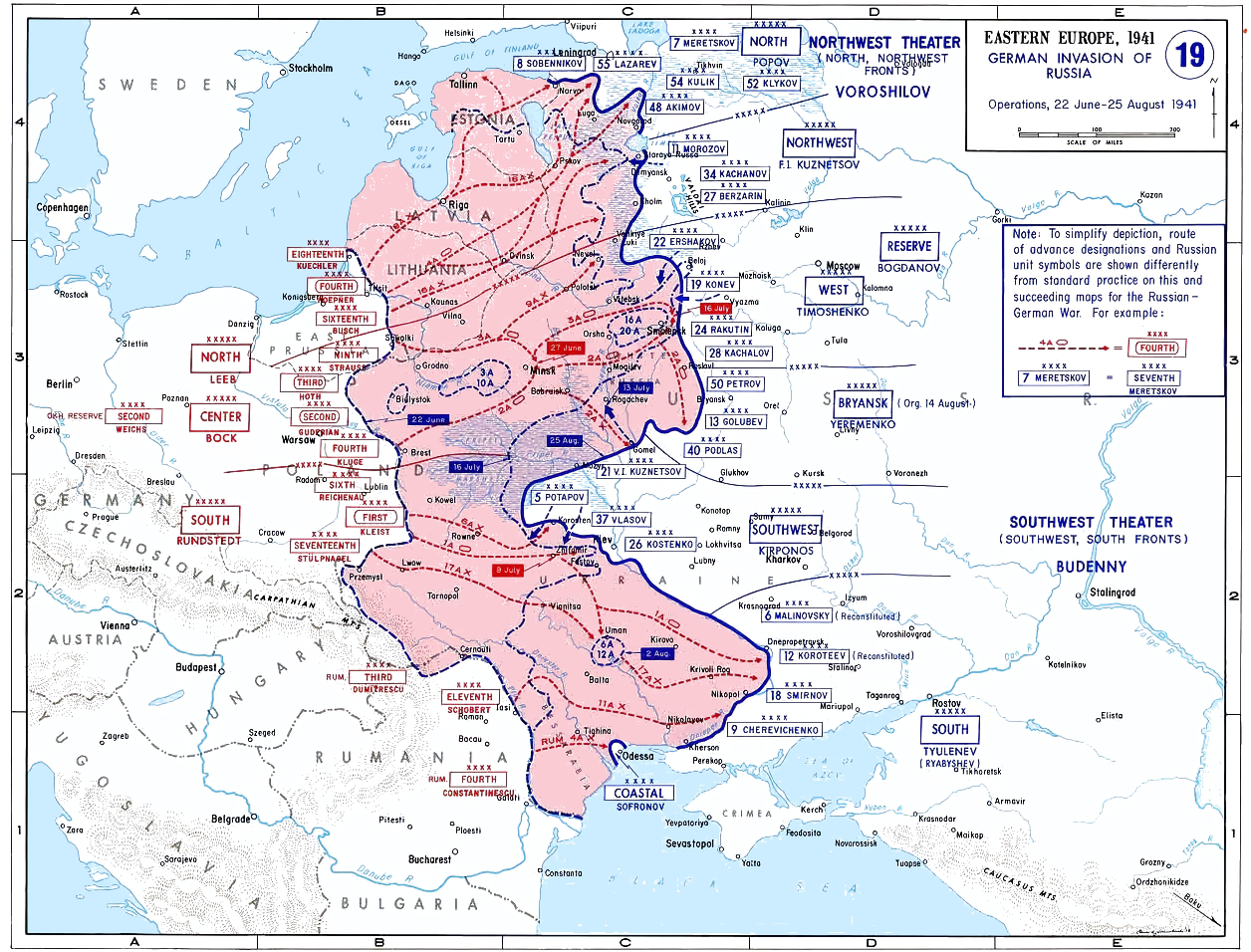
Июль-сентябрь 1941

Основной удар в Духовщинской наступательной операции советского Западного фронта наносили 19-я армия генерал-лейтенанта И. С. Конева (89-я, 91-я и 166-я стрелковые дивизии) и 30-я армия генерал-майора В. А. Хоменко (242-я, 250-я и 251-я стрелковые и 107-я танковая дивизии).
В полосе советского наступления оборонялись два армейских корпуса 9-й армии (командующий армией — генерал-полковник А. Штраус; на время его болезни с 20-х чисел августа до 5 сентября обязанности командующего армией исполнял генерал-полковник Г. Гот):
- 8-й армейский корпус генерала артиллерии В. Гейтца (8-я, 28-я, 161-я пехотные дивизии)
- 5-й армейский корпус генерала пехоты Р. Руоффа (129-я, 106-я, 35-я и 5-я пехотные дивизии, 900-я бригада).

В резерве 9-й армии в районе Духовщины располагались 14-я моторизованная и 7-я танковая дивизии.
В битве за Москву 14-я моторизованная дивизия наступала севернее советской столицы в направлении Клин — Дмитров.

В ночь на 9 декабря войска нашей армии штурмом овладели Рогачевом. Левофланговой группой армии руководил Г. И. Хетагуров. Первой ворвалась в город 348-я стрелковая дивизия А. С. Люхтикова. Во главе её шёл 1170-й полк полковника А. А. Куценко. В боях за город было уничтожено до двух полков 14-й мотодивизии противника, захвачено боевое знамя одного из полков этой дивизии. 348-я дивизия не имела поддерживающих танков, а артиллерия в ходе наступления нередко застревала в снегу, и орудия приходилось тащить на руках. Тогда путь пехоте прокладывали пулемёты. Особенно отличилась пулемётная рота во главе с бесстрашным капитаном Андреем Акимовичем Царенко. Если у кого-нибудь отказывал пулемёт, Царенко, несмотря на губительный огонь, быстро приходил на помощь и устранял неисправность. В этом бою его рота уничтожила около трехсот фашистов. А. А. Царенко получил ранение, но остался в строю.— Д.Д. Лелюшенко, мемуары, "Заря победы"
В январе 1943 года дивизия начала переформировываться в моторизованную (танково-гренадерскую), но реорганизация закончена не была, и с июня 1943 года дивизия вновь стала 14-й пехотной. С лета 1943 года ведёт боевые действия на Восточном фронте, с февраля 1945 года в Восточной Пруссии.

## Состав
| - 11-й пехотный полк (Infanterie-Regiment 11) - 53-й пехотный полк (Infanterie-Regiment 53) - 101-й пехотный полк (Infanterie-Regiment 101), 15 октября 1940 переименован в 101-й стрелковый полк и передан в 18-ю танковую дивизию - 14-й артиллерийский полк (Artillerie-Regiment 14) - до декабря 1939 года 14-й батальон АИР (Beobachtungs-Abteilung 14) - 14-й дивизион противотанковой обороны (Panzerabwehr-Abteilung 14) - 14-й разведывательный батальон (Aufklärungs-Abteilung 14) - 14-й сапёрный батальон (Pionier-Bataillon 14) - 14-й батальон связи (Nachrichten-Abteilung 14) - 14-й запасной батальон (Feldersatz-Bataillon 14) | - 11-й моторизованный полк - 53-й моторизованный полк - 14-й артиллерийский полк - 14-й разведывательный батальон - 14-й противотанковый артиллерийский дивизион - 14-й сапёрный батальон - 14-й батальон связи |

### Октябрь 1943 г.
- 11-й гренадёрский полк (Grenadier-Regiment 11)
- 53-й гренадёрский полк (Grenadier-Regiment 53)
- 101-й пехотный полк (Grenadier-Regiment 101) (с сентября 1943; сформирован заново из остатков 101-го моторизованного полка расформированной 18-й танковой дивизии)
- 14-й артиллерийский полк (Artillerie-Regiment 14)
- 14-й противотанковый дивизион (Panzerjäger-Abteilung 14)
- 14-й фузилёрный батальон (Füsilier-Bataillon 14)
- 14-й сапёрный батальон
- 14-й батальон связи
- 14-й запасной батальон

## Командиры
- генерал-лейтенант барон Франц Кресс фон Крессенштайн (15 октября 1935 — 6 октября 1936)
- генерал-лейтенант Петер Вейер (6 октября 1936 — 15 июня 1940)
- генерал-майор Лотар Рендулич (15 июня — 6 октября 1940)
- генерал-майор Фридрих Фюрст (6 октября 1940 — 1 июня 1941)
- генерал-майор Генрих Вош (1 июня 1941 — 1 октября 1942)
- генерал-майор Вальтер Краузе (1 октября 1942 — 1 января 1943)
- полковник Рудольф Хольсте (1 января — 15 мая 1943)
- полковник, с 1 июня 1943 — генерал-майор, с 20 января 1944 — генерал-лейтенант Герман Флёрке (24 мая 1943 — 28 декабря 1944)
- генерал-лейтенант Эрих Шнайдер (28 декабря 1944 — 20 марта 1945).

## Награждённые Рыцарским крестом Железного креста

### Рыцарский Крест Железного креста (19)
- Александр Лешке, 04.11.1941 — майор резерва, командир 2-го батальона 11-го моторизованного полка
- Вальтер Дитлен, 04.12.1941 — оберстлейтенант, командир 54-го мотоциклетного батальона
- Альфонс Экхардт, 06.10.1942 — майор, командир 3-го батальона 11-го моторизованного полка
- Герольд Оферхофф, 10.12.1942 — обер-лейтенант, командир 1-й роты 11-го моторизованного полка
- Герхард Фойкер, 23.12.1942 — майор, командир 1-го батальона 53-го моторизованного полка
- Карл Пилат, 14.11.1943 — майор, командир 2-го батальона 53-го пехотного полка
- Герман Флёрке, 15.12.1943 — генерал-майор, командир 14-й пехотной дивизии
- Эрнст Пройсс, 17.12.1943 — штабс-фельдфебель, ординарец штаба 3-го батальона 53-го пехотного полка
- Оскар-Хуберт Деннхардт, 17.03.1944 — майор, командир 2-го батальона 11-го пехотного полка и командующий 11-м пехотным полком
- Герхард Дрехслер, 11.04.1944 — фельдфебель, командир взвода 14-го фузилёрного батальона
- Вильгельм Трекманн, 04.05.1944 — капитан, командир 2-го батальона 53-го пехотного полка
- Курт Штеенбок, 14.05.1944 — обер-ефрейтор, командир подразделения связных 3-го батальона 53-го пехотного полка
- Вольфганг Руст, 24.06.1944 — капитан, адъютант 11-го пехотного полка
- Вольфрам Шёнвальд, 10.09.1944 — обер-лейтенант резерва, командир 2-го батальона 53-го пехотного полка
- Теофил Кунле, 18.02.1945 — капитан резерва, командир 1014-й роты штурмовых орудий
- Курт Винклер, 17.03.1945 — оберстлейтенант, командир 101-го пехотного полка
- Иоганн Хельдманн, 17.03.1945 — оберстлейтенант, командир 53-го пехотного полка
- Вильгельм Гатманн, 28.03.1945 — майор, командир 2-го дивизиона 14-го артиллерийского полка
- Макс Морхе, 09.05.1945 — ефрейтор 14-й роты 101-го пехотного полка (награждение не подтверждено)

### Рыцарский Крест Железного креста с Дубовыми листьями (5)
- Курт Вальтер (№ 345), 05.12.1943 — оберстлейтенант, командир 11-го пехотного полка
- Герман Флёрке (№ 565), 02.09.1944 — генерал-лейтенант, командир 14-й пехотной дивизии
- Вольфганг Руст (№ 771), 11.03.1945 — капитан, командир 2-го батальона 11-го пехотного полка
- Эрих Шнайдер (№ 768), 06.03.1945 — генерал-лейтенант, командир 14-й пехотной дивизии
- Карл Ванка (№ 800), 23.03.1945 — майор резерва, командир 1-го батальона 53-го пехотного полка